# Damian van der Haar
Damian van der Haar, né le 16 janvier 2004 aux Pays-Bas, est un footballeur néerlandais, qui évolue au poste d'arrière gauche au PEC Zwolle.

## Biographie

### En club
Né aux Pays-Bas, Damian van der Haar commence le football avec le club local du JVZ Zuidwolde avant d'être formé par le PEC Zwolle, qu'il rejoint en 2015. Le 6 mars 2023, il signe son premier contrat professionnel avec le PEC Zwolle, le liant au club jusqu'en juin 2025.
Il joue son premier match en professionnel le 24 septembre 2023, lors d'une rencontre d'Eredivisie, l'élite du football néerlandais, face à l'AZ Alkmaar. Il entre en jeu à la place d'Anselmo García MacNulty et son équipe est battue par trois buts à zéro.
Formé au poste de défenseur central, il parvient à s'imposer dans l'équipe première du PEC Zwolle au poste d'arrière gauche, jouant de plus en plus régulièrement à partir de l'année 2024.
Le 9 novembre 2024, il inscrit son premier but en professionnel, lors d'une rencontre de championnat face au Fortuna Sittard. Titulaire, il contribue à la victoire de son équipe par trois buts à un.

## Vie privée
Damian van der Haar est le fils de Albert van der Haar (en) ancien joueur emblématique du PEC Zwolle.